# توماس بيرنسايد
توماس بيرنسايد هو محامي وقاضي وسياسي أمريكي، ولد في 28 يوليو 1782 في Newtownstewart ‏ في المملكة المتحدة، وتوفي في 13 مارس 1851. نشط حزبياً في الحزب الجمهوري الديمقراطي. وقد انتخب عضو مجلس ولاية بنسيلفانيا ‏ وانتخب عضو مجلس النواب الأمريكي ‏.